# Fläckig smörfisk
Fläckig smörfisk (Peprilus triacanthus) är en fiskart som först beskrevs av Peck, 1804.  Fläckig smörfisk ingår i släktet Peprilus och familjen Stromateidae. Inga underarter finns listade i Catalogue of Life.